# Back to Bedlam
Back to Bedlam er debutalbummet fra den britiske singer-songwriter James Blunt. Det blev udgivet d. 14. november 2003 via Atlantic Records. Det er opkaldt efter den berygtede psykiatriske institution Bethlem Royal Hospital, som i folkemunde kaldes Bedlam.
Albummet blev mødt med international anerkendelse fra musikkritikere, der roste Blunt for hans stemme og sangskrivning. Det startede ud i den lave ende af UK Albums Chart i det første par måneder efter udgivelsen, men blev en international succes efter udgivelsen af den tredje single, "You're Beautiful", der blev et stort hit i sommeren 2005. Back to Bedlam var det bedst sælgende album i Storbritannien i 2005 med over 2,4 million solgte eksemplarer. I december 2009 var albummet blevet certificeret 10x platin af British Phonographic Industry for over 3 millioner solgte eksemplarer, hvlket gjorde det til det bedst sælgende album i Storbritannien i 2000'erne. I 2011 blev det overgået af Amy Winehouses Back to Black som det bedst sælgende album i 2000-tallet i Storbritannien. Back to Bedlam er i øjeblikket det 16. bedst sælgende album i Storbritannien, og i 2015 havde det solgt 3,31 millioner eksemplarer her, og mere end 11 millioner eksemplarer på verdensplan.

## Spor
1. "High" – 4:03 (James Blunt; Ricky Ross)
2. "You're Beautiful" –– 3:33 (J. Blunt; Sacha Skarbek; Amanda Ghost)
3. "Wisemen" – 3:42 (J. Blunt; Jimmy Hogarth; S. Skarbek)
4. "Goodbye My Lover" – 4:18 (J. Blunt; S. Skarbek)
5. "Tears and Rain" – 4:04 (J. Blunt; Guy Chambers)
6. "Out of My Mind" – 3:33 (J. Blunt)
7. "So Long, Jimmy" – 4:24 (J. Blunt; J. Hogarth)
8. "Billy" – 3:37 (J. Blunt; S. Skarbek; A. Ghost)
9. "Cry" – 4:06 (J. Blunt; S. Skarbek)
10. "No Bravery" – 4:00 (J. Blunt; S. Skarbek)

## Hitlister
| Hitliste (2004–06)            | Højeste placering |
| ----------------------------- | ----------------- |
| Argentine Albums (CAPIF)      | 1                 |
| Australien (ARIA)             | 1                 |
| Østrig (Ö3 Austria)           | 1                 |
| Belgien (Ultratop Flanderen)  | 1                 |
| Canada (Nielsen SoundScan)    | 1                 |
| Danmark (Album Top-40)        | 1                 |
| Holland (Album Top 100)       | 2                 |
| Europe (European Hot 100)     | 2                 |
| Finland (Musiikkituottajat)   | 10                |
| Frankrig (SNEP)               | 2                 |
| Tyskland (Media Control)      | 1                 |
| Grækenland (IFPI)             | 1                 |
| Irish Albums (IRMA)           | 1                 |
| Japanese Albums (Oricon)      | 1                 |
| Mexico (Top 100 Mexico)       | 1                 |
| New Zealand (RIANZ)           | 1                 |
| Norge (VG-lista)              | 2                 |
| Portugal (AFP)                | 2                 |
| Spanien (PROMUSICAE)          | 7                 |
| Sverige (Sverigetopplistan)   | 1                 |
| Schweiz (Schweizer Hitparade) | 1                 |
| Storbritannien (OCC)          | 1                 |
| US Billboard 200              | 2                 |